# JBEAM
jBEAM ist eine flexible Software zur Messdatenerfassung, -verarbeitung, -analyse, -visualisierung und Protokollerstellung von messtechnischen Daten. Diese können sowohl online als auch offline bearbeitet werden. Dabei liegt das Hauptaugenmerk auf der Messdatenverarbeitung in verteilten Arbeitsprozessen. Eine Grundvoraussetzung hierfür ist die Verfügbarkeit für unterschiedliche Betriebssysteme wie Windows (32 bit und 64 bit), Linux (64 bit) und Mac OSX (64 bit). Sie ist als Desktop-Anwendung, als interaktive Web-Applikation und als individuell erweiterbare Klassenbibliothek nutzbar.

## Geschichte
jBEAM ist aus der Software BEAM entstanden. Entwickelt und vertrieben wurde die Software von 1999 bis 2019 von der Firma AMS Gesellschaft für angewandte Mess- und Systemtechnik mbH, aus Chemnitz/Sachsen. 2020 wurde die AMS GmbH zur Kistler Chemnitz GmbH umfirmiert und gehört damit zur Kistler Gruppe. Der Name jBEAM ist ein Akronym und steht für javabasierende bedienergeführte Erfassung und Auswertung von Messdaten.
BEAM war weltweit das erste Anwenderprogramm mit grafischer Fenstertechnik für die Erfassung und Auswertung von Messdaten und wurde 1988 als Macintosh Version von Hottinger Baldwin Messtechnik (HBM), Darmstadt auf den Markt gebracht. Mit der Gründung der AMS GmbH im Jahr 1993 wurde die Entwicklung und der Vertrieb der Datenerfassungs-Software BEAM von HBM, übernommen. Die Portierung auf das Windows-System erfolgte 1996. Im Jahr 1998 begann die AMS GmbH mit der Entwicklung einer javabasierenden Auswertesoftware. Version 1.0 von jBEAM wurde am 14. September 1998 auf dem Markt angeboten. 2003 wird jBEAM das erste ASAM-CEA standardisierte System zur Auswertung von Messdaten. Seit 2007 wird jBEAM bei den drei größten deutschen Automobilherstellern als Software in verschiedenen Bereichen der Datenauswertung eingesetzt. Seit 2008 dient es als Standardsoftware für die Steuerung und Auswertung von Getriebeprüfständen bei dem weltweit führenden Anbieter von Antriebstechnik.

## Funktionen
Als Java-Programm ist jBEAM betriebssystemunabhängig. Die Software erkennt und importiert über 150 Dateiformate, darunter auch Audio- und Videodaten, die dann synchron zu den numerischen Daten abgespielt und analysiert werden können.
Als Framework kann jBEAM an spezifische Anwendungen angepasst werden. Der User oder Systemintegrator kann die Funktionalität mittels einer integrierten Skriptsprache sowie mit Hilfe von Plug-ins (ASAM-CEA-kompatible Komponenten) erweitern.
Gemäß den Angaben des Herstellers zeichnet sich jBEAM durch eine schnelle Datenverarbeitung aus. Die Bedienoberfläche ist mehrsprachig. Es werden die Sprachen Deutsch, Englisch, Französisch, Italienisch, Spanisch, Portugiesisch, Russisch, Schwedisch, Chinesisch, Arabisch und Tschechisch angeboten.

## jBEAM in MDM-Systemen
jBEAM ist für den Einsatz in verteilten Arbeitsabläufen konzipiert und kann somit in Messdaten-Management-Systeme integriert werden. Dabei kann das AMS-eigene MaDaM oder MDM-Systeme von Drittanbietern genutzt werden.

## jBEAM Cluster
Mit Hilfe der jBEAM Cluster-Technologie können Analysen großer Datenmengen parallelisiert werden. Dabei werden die Auswertungen mittels Berechnungskomponenten in einem jBEAM erstellt und im jBEAM Cluster mit mehreren jBEAMs parallel durchgeführt. Das zeitgleiche Auswerten von Messdaten kann sowohl von Mehrkernprozessoren als auch von mehreren Rechnern in einem Cluster-Verbund profitieren. Die ermittelten Teilergebnisse werden zu einem globalen Ergebnis aggregiert und können anschließend beispielsweise mit Data-Mining-Methoden weiter ausgewertet werden. Diese sind optional in jBEAM erhältlich.
Große Mengen an Messdaten verarbeitet das Measurement-data Distributed File System (MDFS), hergestellt von der AMS GmbH aus Chemnitz/Sachsen. Das verteilte Dateisystem für Big Test Data besteht aus mehreren Knoten (Nodes). Jeder Knoten verfügt dabei in der Regel über eine Kombination aus CPU und Speichereinheit.
Die Übertragung großer Datenmengen über gemeinsam genutzte Netzwerke ist im jBEAM-Cluster mit MDFS unnötig. Die Berechnungen werden dort durchgeführt, wo sich die Daten bereits befinden.
jBEAM Cluster ist integrierbar in das Messdaten-Management-System MaDaM.

## Einsatz
jBEAM wird überwiegend im Bereich Forschung & Entwicklung sowohl in der Industrie aber auch an Universitäten eingesetzt. Vor allem in den R&D-Abteilungen großer Automobilhersteller (GM, VW, Audi, BMW, Mercedes-Benz) kommt jBEAM zur Anwendung bei Crashtests, Motortests, Fahrversuchen und Komponententests.
jBEAM ist für alle Einsätze konzipiert, bei denen Messdaten analysiert und visualisiert werden müssen; also z. B. im Motorsport und Hochleistungssport, bei Prüfständen und Tablettenpressen, bei Prozessdatenvisualisierungen (Verbrauchserfassung), zur Auswertung und Visualisierung von GPS-geloggten Touren, von biometrischen Daten, von PC-Performance-Daten und von Datalogs im Tuningbereich.

## Bezug der Software
Die Software jBEAM ist urheberrechtlich geschützt. Eine Lizenz wird durch den Hersteller erteilt. Für den schulischen und studentischen Gebrauch im Bereich Forschung & Lehre ist der Einsatz von jBEAM kostenlos.